# Mon beau-père et nous
Série Mon beau-père
Mon beau-père, mes parents et moi
(2004)
Pour plus de détails, voir Fiche technique et Distribution.
Mon beau-père et nous ou La Petite Famille au Québec (Little Fockers) est une comédie américaine réalisée par Paul Weitz, sortie en 2010. C'est le troisième film de la série Mon beau-père.

## Synopsis
Après avoir épousé Pam, la fille d'un ancien agent de la CIA maintenant retraité, Greg est maintenant père de jumeaux de cinq ans, Henry et Samantha. Jack, le beau-père de Greg, l'a enfin accepté comme gendre, et songe même à lui confier le rôle de chef du clan Furniker après avoir eu une attaque cardiaque. Mais ses doutes réapparaissent lorsqu'il s'aperçoit que Greg a un autre travail non déclaré, et qu'il voit régulièrement Andi Garcia, une représentante pharmaceutique très séduisante.

## Fiche technique
Sauf indication contraire, les informations mentionnées dans cette section peuvent être confirmées par les bases de données cinématographiques IMDb et Allociné,  présentes dans la section « Liens externes ».
- Titre original : Little Fockers
- Titre français : Mon beau-père et nous
- Titre québécois : La Petite Famille[1]
- Réalisation : Paul Weitz
- Scénario : John Hamburg et Larry Stuckey, d'après les personnages créés par Greg Glienna et Mary Ruth Clarke
- Musique : Stephen Trask
- Direction artistique : Sue Chan et Thomas T. Taylor
- Décors : William Arnold
- Costumes : Molly Maginnis
- Photographie : Remi Adefarasin
- Son : Bob Beemer, Willie D. Burton, Unsun Song, Jon Taylor
- Montage : Greg Hayden (de), Leslie Jones et Myron Kerstein
- Production : Robert De Niro, John Hamburg, Jay Roach et Jane Rosenthal
  - Production déléguée : Ryan Kavanaugh, Daniel Lupi, Meghan Lyvers, Andrew Miano et Nancy Tenenbaum
  - Production associée : Katterli Frauenfelder
- Sociétés de production : Everyman Pictures et Tribeca Productions, avec Nancy Tenenbaum Films (non crédité), en association avec Relativity Media, présenté par Paramount Pictures et Universal Pictures
- Sociétés de distribution : Universal Pictures (États-Unis) ; Paramount Pictures France (France) ; Universal Pictures International (Belgique) ; United International Pictures (Suisse romande)[2]
- Budget : 100 millions USD[3],[4]
- Pays de production :  États-Unis
- Langues originales : anglais, ukrainien
- Format : couleur — 35 mm — 1,85:1 — son Dolby Digital / SDDS / DTS
- Genre : comédie, romance
- Durée : 98 minutes
- Dates de sortie[5] :
  - États-Unis, Québec, France, Belgique, Suisse romande : 22 décembre 2010[1],[6],[7],[8]
- Classification[9] :
  - États-Unis : accord parental recommandé, film déconseillé aux moins de 13 ans (PG-13 - Parents Strongly Cautioned)[N 1]
  - France : tous publics (conseillé à partir de 10 ans)[6],[10]
  - Belgique : tous publics (Alle Leeftijden)[7]
  - Suisse romande : interdit aux moins de 12 ans[11]
  - Québec : tous publics (G - General Rating)[1]

## Distribution
- Robert De Niro (VF : Jacques Frantz ; VQ : Hubert Gagnon) : Jack Byrnes
- Ben Stiller (VF : Emmanuel Curtil ; VQ : Alain Zouvi) : Gaylord « Greg » Furniker (Focker en VO)
- Teri Polo (VF : Véronique Alycia ; VQ : Natalie Hamel-Roy) : Pam Byrnes
- Blythe Danner (VF : Frédérique Tirmont ; VQ : Élizabeth Lesieur) : Dina Byrnes
- Owen Wilson (VF : Lionel Tua ; VQ : Antoine Durand) : Kevin Rawley
- Jessica Alba (VF : Cécile d'Orlando ; VQ : Catherine Bonneau) : Andi Garcia, vendeuse de médicaments Sustengo
- Harvey Keitel (VF : José Luccioni ; VQ : Éric Gaudry) : Randy Weir
- Dustin Hoffman (VF : Dominique Collignon-Maurin ; VQ : Guy Nadon) : Bernard « Bernie » Furniker
- Barbra Streisand (VF : Michelle Bardollet ; VQ : Claudine Chatel) : Rozalin « Roz » Furniker
- Laura Dern (VF : Rafaele Moutier ; VQ : Anne Bédard) : Prudence, la principale de l'école de Samantha et Henry
- Daisy Tahan (VQ : Gabrielle Thouin) : Samantha Furniker
- Colin Baiocchi (VQ : Thomas-Fionn Tran) : Henry Furniker
- Thomas McCarthy (VF : Cyril Aubin) : Dr Bob Banks
- Kevin Hart (VQ : Marc-André Bélanger) : l'infirmier Louis
- Yul Vazquez : Junior
- Olga Fonda : Svetlana
- Amy Stiller : Kristen
- Sergio Calderón : Gustavo
- Jack Axelrod : Chappy
- Kat Kramer : un parent
- Lei'lah Star : un enfant de la fête
- Rob Huebel : le docteur
- Nicole Pano : la professeur d'arts
- John Di Maggio : EMT
- Jordan Peele : EMT
- Kelli Kirkland : EMT

## Production
- Mon beau-père et nous est le seul film de la saga à ne pas être réalisé par Jay Roach, qui officie cette fois comme producteur. Il a cédé sa place de metteur en scène à Paul Weitz.
- Le film est la suite de Mon beau-père et moi et Mon beau-père, mes parents et moi. Il marque aussi les retrouvailles cinématographiques de Robert De Niro et Harvey Keitel après Mean Streets, Taxi Driver, Falling in Love, Cop Land et Le Pont du roi Saint-Louis. De plus, ce troisième opus marque également la dixième collaboration entre Ben Stiller et Owen Wilson après Disjoncté, Permanent Midnight, Mon beau-père et moi, Zoolander, La Famille Tenenbaum, Starsky & Hutch, Mon beau-père, mes parents et moi, La Nuit au musée et sa suite.
- Jessica Alba avait déjà partagé la vedette avec Robert De Niro avec Machete (2010).

### Tournage
Le tournage s'est déroulé du 2 octobre 2009 au 3 décembre 2009[réf. souhaitée] , à Los Angeles (Californie) et à Chicago (Illinois).
Plusieurs erreurs sont présentes dans le film :
- lorsque Greg accueille ses beaux-parents au bas de son appartement, on peut apercevoir des techniciens du tournage en reflet sur une des vitres de la voiture de Jack ;
- lorsqu'Andi Garcia dépose Greg dans sa nouvelle maison, elle conduit une décapotable rouge avec des sièges en cuir noirs. Le lendemain, quand Bernie passe voir Greg avant la fête d'anniversaire, les mêmes sièges sont de couleur blanche ;
- durant la bagarre entre Jack et Greg au milieu des jeux d'enfants, on peut nettement apercevoir sur un des plans le visage du cascadeur doublant Robert de Niro.

## Accueil

### Accueil critique
- Le film a reçu dans l'ensemble des critiques négatives par les revues spécialisées dans le cinéma : le site Rotten Tomatoes lui attribue un pourcentage de 10 %, basé sur 146 commentaires collectés et une note moyenne de 3,4⁄10[17] et sur le site Metacritic, il obtient une moyenne de 27⁄100, basé sur 32 commentaires collectés[18]. Le site AlloCiné lui attribue une moyenne de 2,3⁄5, basé sur 13 commentaires collectés[19].
- Lors de la 31e cérémonie des Razzie Awards en 2011, Jessica Alba a été élue pire actrice dans un second rôle, Barbra Streisand a été nommée pire actrice dans un second rôle, quant à John Hamburg et Larry Stuckey, ils ont été nommés pire scénariste[20].

### Box-office
| Pays ou région | Box-office        | Date d'arrêt du box-office | Nombre de semaines |
| -------------- | ----------------- | -------------------------- | ------------------ |
| Mondial        | 309 445 798 USD   | 4 avril 2011               | -                  |
| États-Unis     | 148 438 600 USD   | 17 mars 2011               | 13                 |
| France         | 1 277 762 entrées | 23 février 2011            | 10                 |

## Distinctions

### Récompenses
- ASCAP Film and Television Music Awards 2011 : prix ASCAP du meilleur compositeur d'un blockbuster pour Stephen Trask
- Young Artist Awards 2011 : meilleur second rôle masculin dans un film (Jeune acteur) de dix ans ou moins pour Colin Baiocchi

### Nominations
- Alliance of Women Film Journalists 2011 : suite qui n'aurait pas dû être créée
- Russian National Movie Awards 2011 : meilleure comédie étrangère
- Teen Choice Awards 2011 : meilleur film de comédie

## Autour du film

### Éditions en vidéo
- En France, le film Mon beau-père et nous est sorti en DVD et en combo Blu-ray + DVD + Copie digitale le 3 mai 2011[23],[24]. Par la suite, le film est ressorti en Blu-ray le 14 janvier 2013[25] et en VOD le 15 octobre 2017[6].
- Au Québec, le film est sorti en DVD / Blu-ray le 5 avril 2011[26].